# Pterolophia vagevittata
Pterolophia vagevittata är en skalbaggsart som beskrevs av Stefan von Breuning 1938. Pterolophia vagevittata ingår i släktet Pterolophia och familjen långhorningar.
Artens utbredningsområde är Filippinerna. Inga underarter finns listade i Catalogue of Life.